# 加柳尔
加柳尔，是西班牙阿拉贡自治区萨拉戈萨省的一个市镇。 总面积42平方公里，总人口2900人（2001年），人口密度69人/平方公里。